# Richie Lemos
Richie Lemos est un boxeur mexicano-américain né le 2 juin 1920 à Los Angeles, Californie, et mort le 18 octobre 2004.

## Carrière
Passé professionnel en 1937, il devient champion du monde des poids plumes NBA (National Boxing Association) le 1er juillet 1941 après sa victoire par KO au 5e round contre Petey Scalzo. Lemos perd son titre dès le combat suivant par Jackie Wilson le 18 novembre 1941. Il met un terme à sa carrière en 1943 sur un bilan de 55 victoires, 23 défaites et 3 matchs nuls.